# Aglaodina hyperbas
Aglaodina hyperbas là một loài tò vò trong họ Ichneumonidae.